# Vinzenz Kudernatsch
Vinzenz Kudernatsch (* 3. November 1867 in Westetz; † 24. Dezember 1946 in Poysdorf) war ein niederösterreichischer Sammler von Münzen und urgeschichtlichen Materialien.

## Leben
Er war der Sohn des Gärtners Josef Kudernatsch und der Anna geb. Schneider. Er erlernte das Sattlergewerbe. Nach Wanderjahren ließ er sich im August 1893 als Sattler in Poysdorf nieder. Dort vermählte er sich am 30. Jänner 1894 mit Rosalia Erben, der Tochter des Spenglermeisters Konstantin Erben und der Rosalia geb. Strobl. Er sammelte neben Münzen vor allem urgeschichtliche und paläontologische Materialien. 1908 verkaufte er Teile seiner Sammlung u. a. an das Rollettmuseum in Baden und an das Niederösterreichische Landesmuseum sowie 1928 an das Stadtmuseum Mistelbach. Die Münzsammlung blieb im Privatbesitz der Familie.

## Belege
1. ↑  Trauungsbuch 5 der Pfarre Poysdorf

| Personendaten    | Personendaten                   |
| ---------------- | ------------------------------- |
| NAME             | Kudernatsch, Vinzenz            |
| KURZBESCHREIBUNG | österreichischer Heimatforscher |
| GEBURTSDATUM     | 3. November 1867                |
| GEBURTSORT       | Westetz                         |
| STERBEDATUM      | 24. Dezember 1946               |
| STERBEORT        | Poysdorf                        |